# Castel Nuovo
El Castel Nuovo (Castillo Nuevo), conocido popularmente como Maschio Angioino (Torreón angevino), es un castillo medieval italiano construido en  la ciudad  de Nápoles.

## Historia
Su edificación data de la época de Carlos de Anjou, quien tras su ascenso al trono de los reinos de Nápoles y Sicilia en 1266 trasladó la capital desde Palermo a Nápoles; a pesar de que ya existían en la ciudad el Castel dell'Ovo y el Castel Capuano, Carlos dispuso la elección de otro castillo donde albergar su corte. En 1279 comenzaron las obras de construcción bajo la dirección del arquitecto francés Pierre de Chaule, siendo terminado al cabo de tres años el castillo. Debido a las revueltas ocurridas durante las vísperas sicilianas, el castillo permaneció deshabitado hasta 1285, cuando fue ocupado por Carlos II de Anjou.
En 1294 fue escenario de la abdicación del papa Celestino V y la elección de su sucesor Bonifacio VIII; bajo el reinado de Roberto I de Nápoles (1309-1343) el castillo fue ampliado y embellecido. En 1347 fue saqueado por las tropas de Luis I de Hungría y hubo de ser restaurado antes del regreso de Juana I de Nápoles.
Durante el reinado de Alfonso V de Aragón, de la dinastía aragonesa, fue reforzado para resistir el batir de la nueva artillería, en desarrollo en aquellas fechas. En esa época se construyó  el arco triunfal de la puerta principal.
El castillo fue nuevamente atacado en 1494 por las tropas francesas de Carlos VIII durante la primera guerra de Nápoles, y en 1503 por las fuerzas españolas de Pedro Navarro, bajo las órdenes de Gonzalo Fernández de Córdoba, durante la segunda guerra de Nápoles. Con la anexión de Nápoles a la corona de Aragón en la condición de virreinato en 1504, el castillo perdió su función de residencia real, que no recuperaría hasta 1734, cuando Carlos VII de Nápoles (más tarde, Carlos III de España) tomase posesión del trono napolitano.

## Arco triunfal

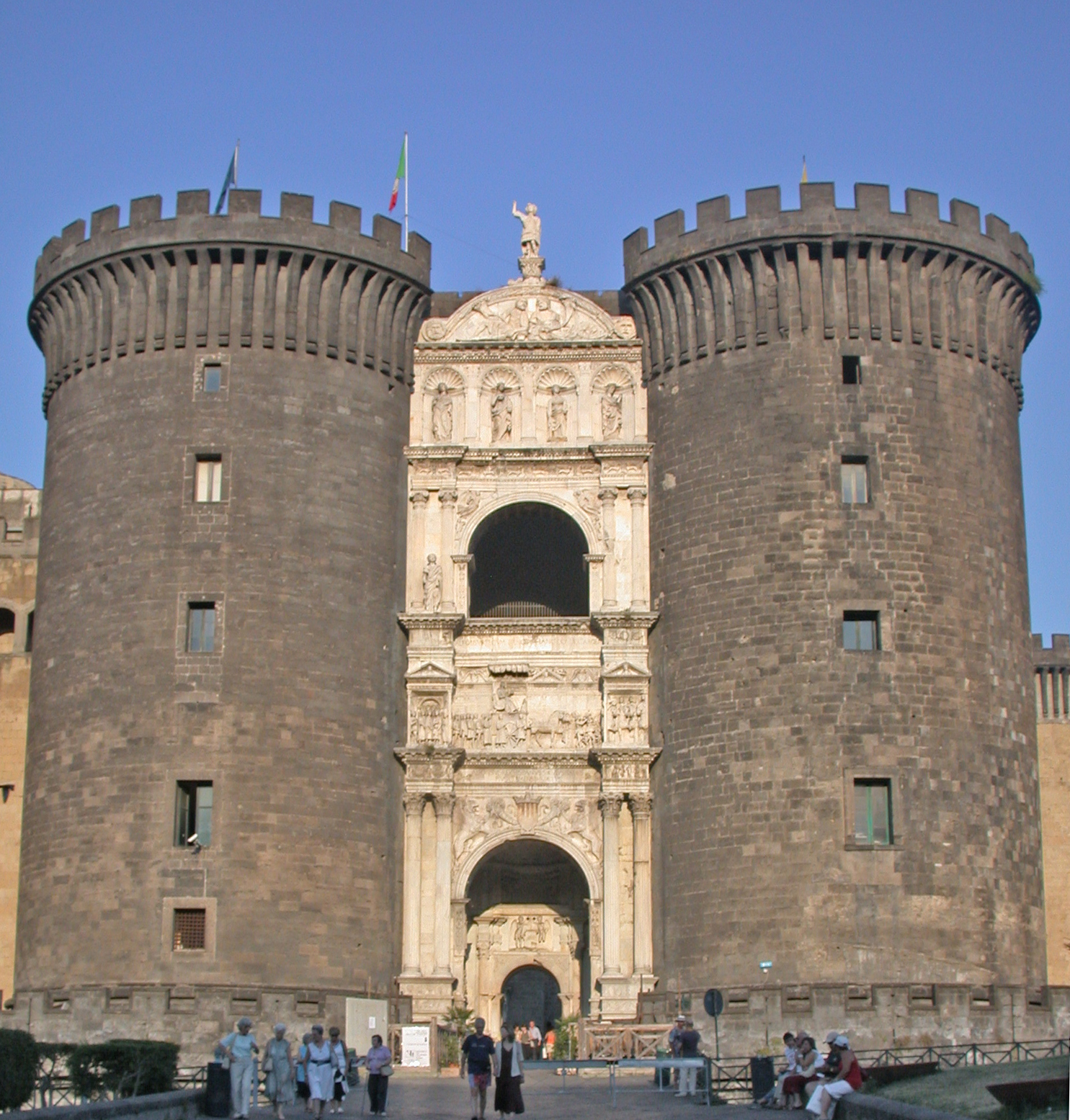
El arco triunfal integrado en la puerta

El imponente arco de triunfo de mármol blanco de un solo lado, construido en 1470, conmemora la entrada de Alfonso V de Aragón en Nápoles en 1443. Se encuentra entre las dos torres occidentales del castillo angevino. El diseño general ha sido atribuido a Pietro di Martina, un arquitecto milanés, o, según Vasari, a Giuliano da Maiano.  Algunos autores modernos atribuyen el diseño al escultor Francesco Laurana.
Tiene 35 m de altura y se ha alargado en dos arcos apilados. Algunos informes afirman que los arcos habían sido originalmente planeados frente  a un arco independiente para la Piazza del Duomo, pero que un oficial al servicio de Alfonso, Niccolo Bozzuto, cuya casa iba a ser arrasada para dar cabida al monumento, convenció al rey para cambiar el sitio al Castel Nuovo.
La entrada está flanqueada por columnas corintias, mientras que la escultura de primer nivel representa una cuadriga triunfal que conduce a Alfonso en el desfile. Los escultores fueron Isaías de Pisa, Merliano, Domenico Gagini, Andrea Fiorentino, un pupilo de Donatello y Silvestro dell'Aquila. Varios escultores de Aragón también contribuyeron a la obra. El centro tiene un escudo con los símbolos del rey de Aragón.  El friso de debajo dice: 

ALFONSVS REX HISPANVS SICULVS ITALICUS

PIVS CLEMENS INVICTUS

y por encima de él se lee: 

ALFONSVS REGUM PRINCEPS HANC CONDIDIT ARCEM

El segundo arco superior está coronado por leones y cuatro nichos con estatuas que representan las virtudes de Alfonso. Por encima de esto hay un dintel redondeado con dos genios con cuernos de abundancia coronado por Alfonso en traje de guerrero. Esta cornisa fue concebida para una estatua ecuestre. Las tres estatuas de san Miguel, san Antonio Abad y de san Sebastián, y las dos recostadas, en la cima del arco, son de Giovanni da Nola.
Pasando bajo este arco se entra en la plaza por la Puerta de Bronce, atribuida al maestro artillero Guglielmo Monaco y que representa en varios paneles las victorias de Fernando I de Nápoles sobre el duque Jean de Anjou y los barones rebeldes durante la guerra de 1459-1463.

## Galería de fotos

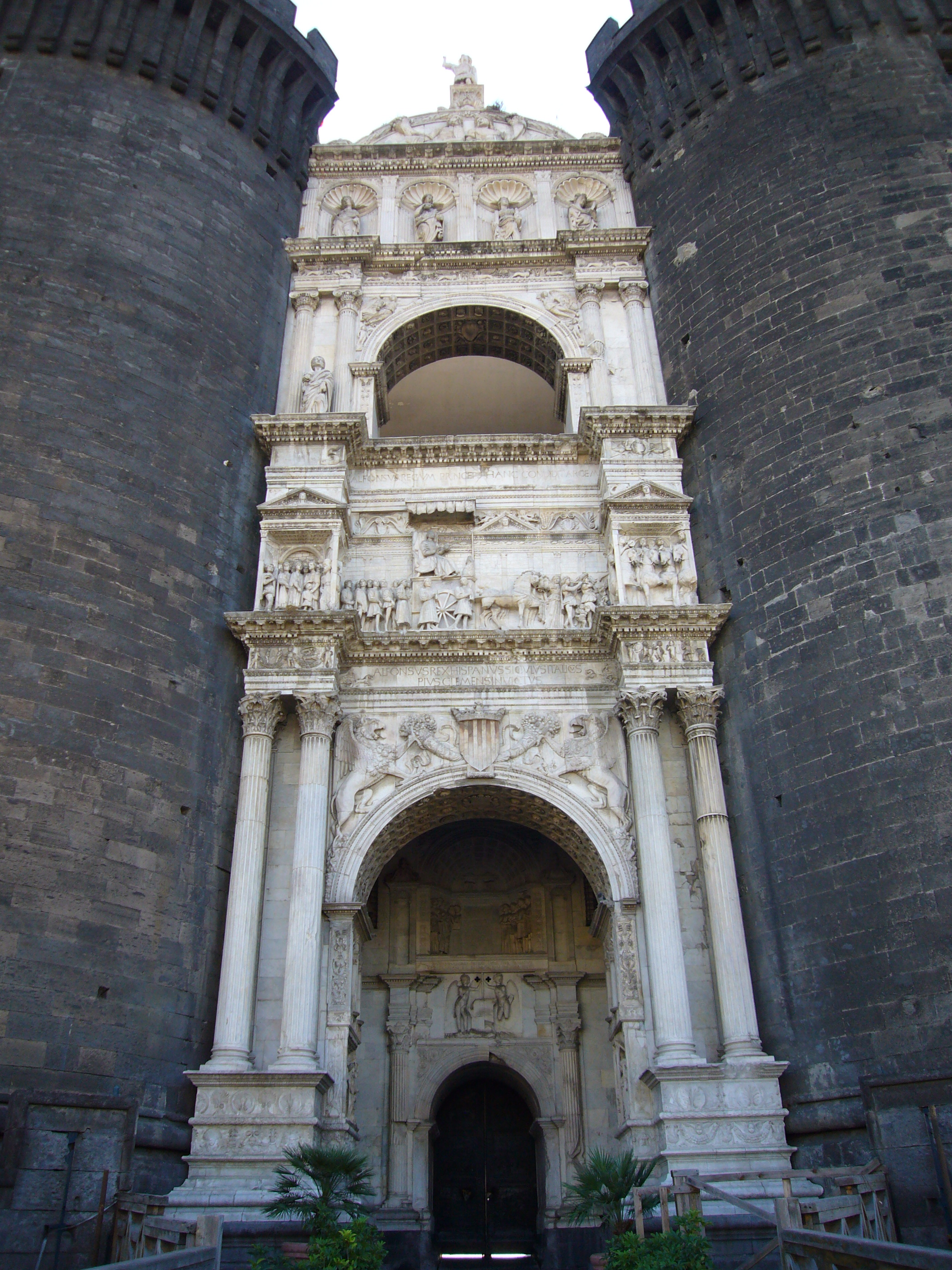
El majestuoso Arco Triunfal.
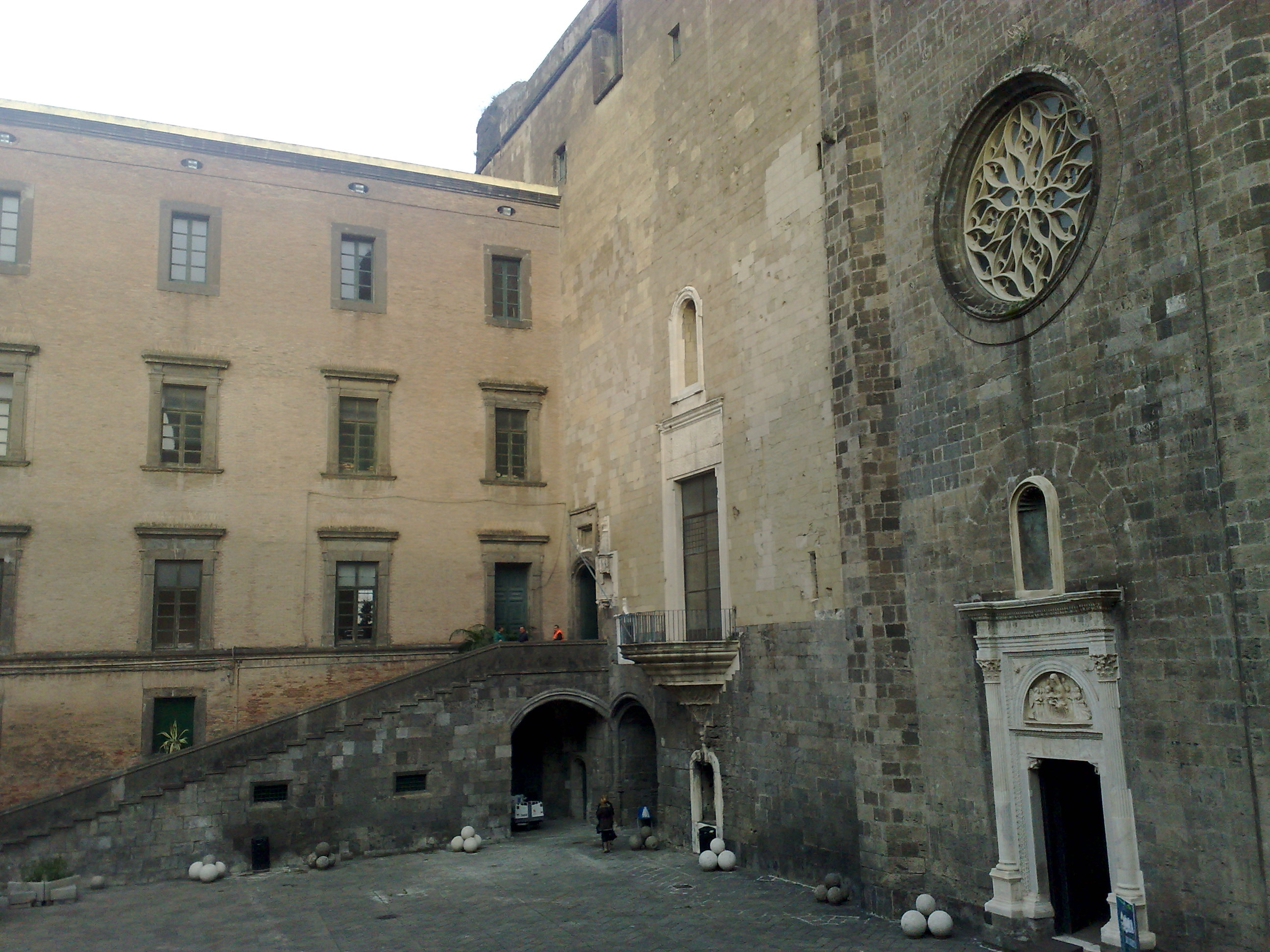
El patio de armas del castillo.
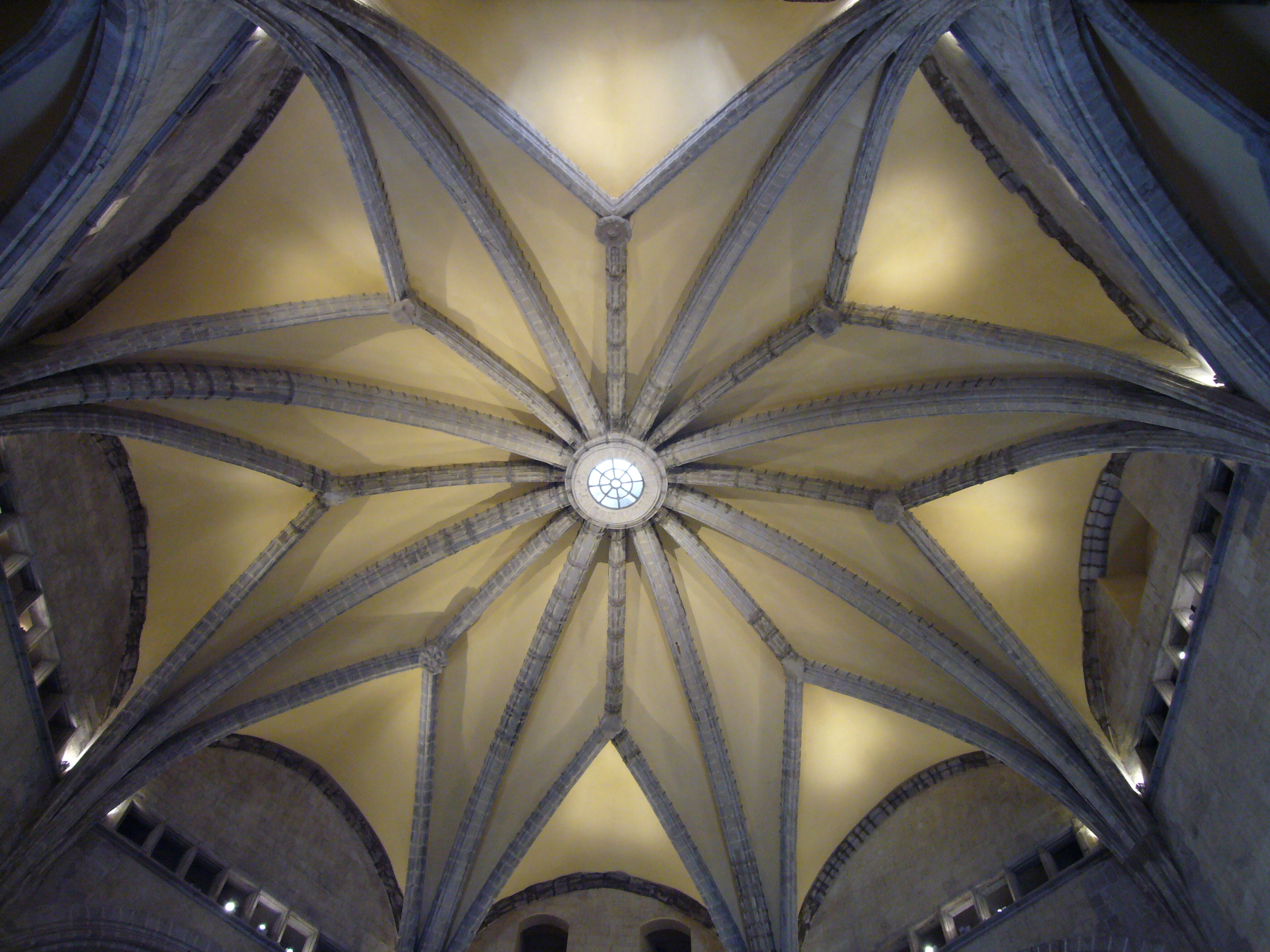
La bóveda de la Sala dei baroni.
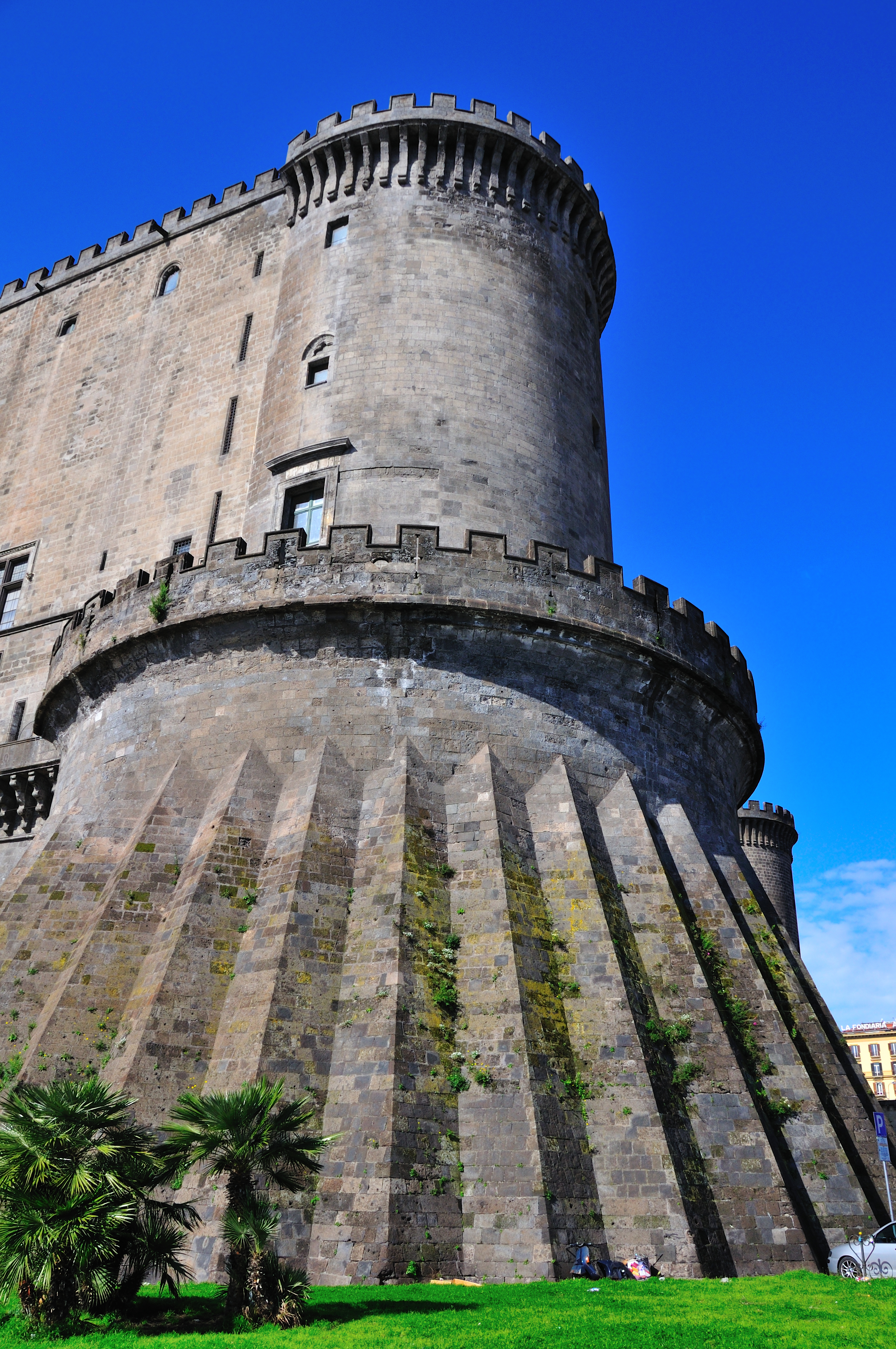
Torre del Beverello.
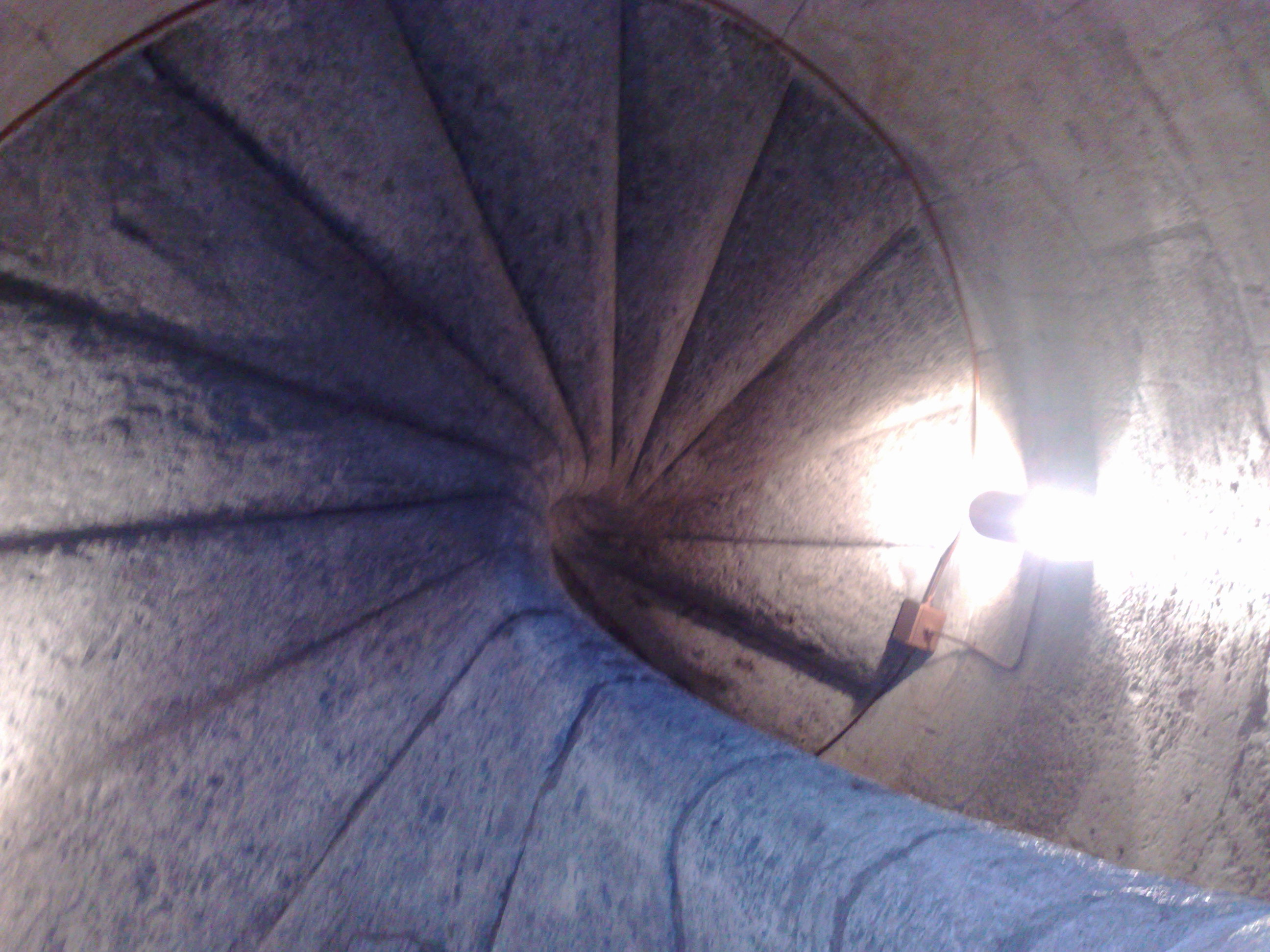
Escalera aragonesa en la Torre del Beverello.
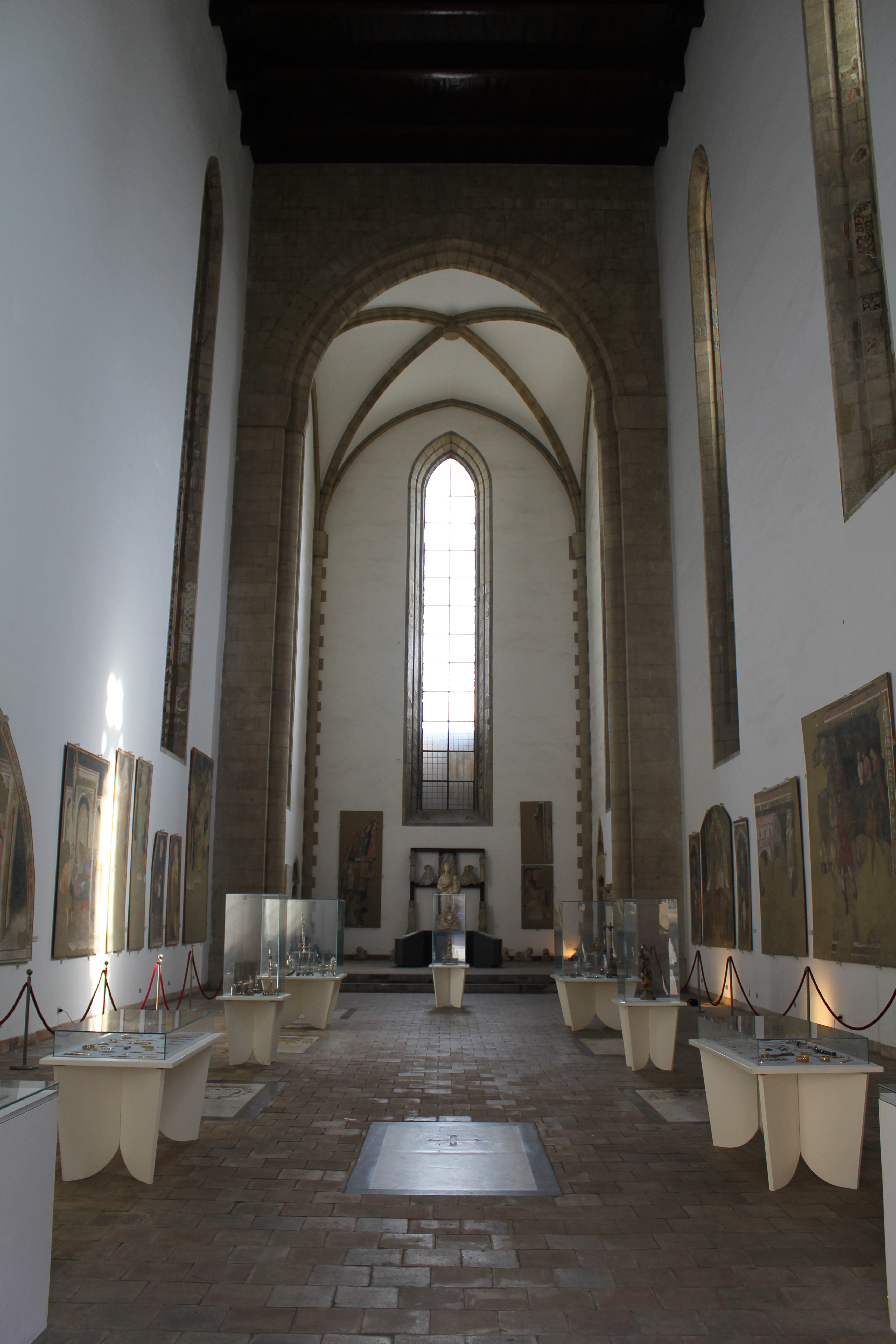
Capilla del Palacio.
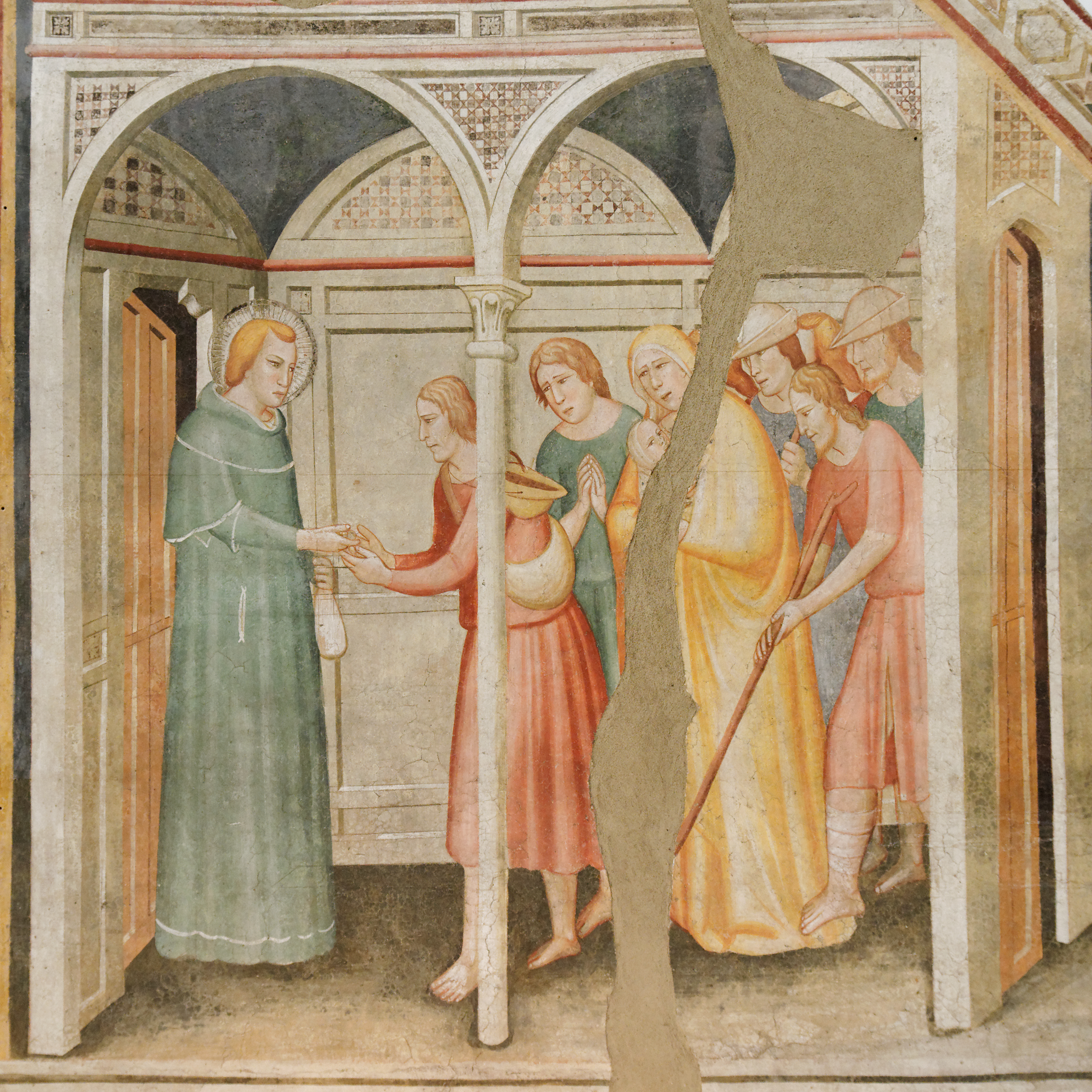
Vida de San Antonio Abad en el Museo Cívico.
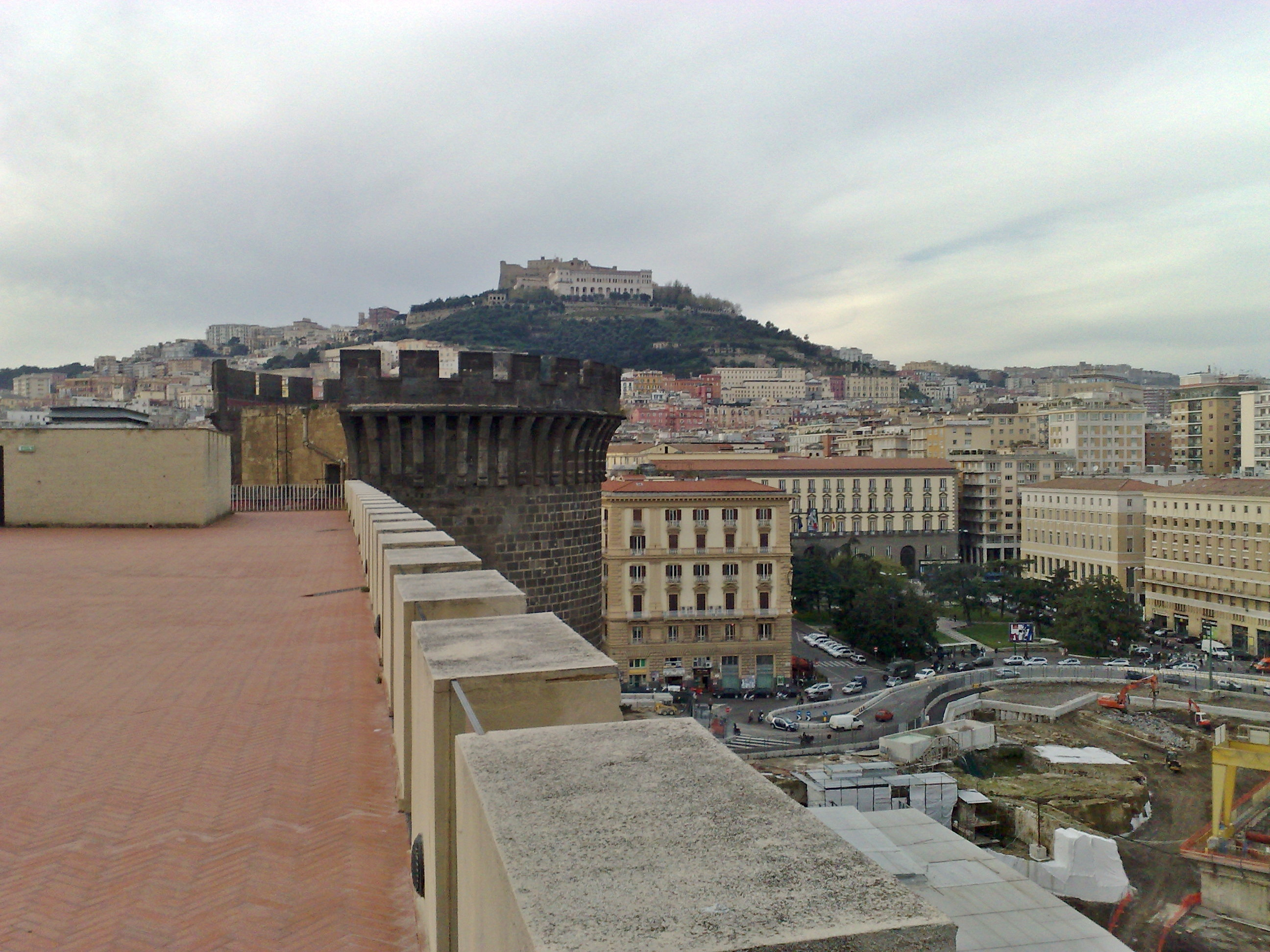
Panorama desde la cubierta.